# Ditsaan-Ramain
Ditsaan-Ramain est une localité de la province de Lanao du Sud, aux Philippines. En 2015, elle compte 22 299 habitants.